# Argentinas Grand Prix
Argentinas Grand Prix var et Formel 1-løb som første gang blev arrangeret på Autódromo Juan y Oscar Gálvez-banen i 1953. Siden den gang blev det arrangeret 19 gange mere. 

## Vindere af Argentinas Grand Prix
| År          | Kører                          | Konstruktør       | Bane            | Rapport         |
| ----------- | ------------------------------ | ----------------- | --------------- | --------------- |
| 1998        | Michael Schumacher             | Ferrari           | Buenos Aires    | Rapport         |
| 1997        | Jacques Villeneuve             | Williams-Renault  | Buenos Aires    | Rapport         |
| 1996        | Damon Hill                     | Williams-Renault  | Buenos Aires    | Rapport         |
| 1995        | Damon Hill                     | Williams-Renault  | Buenos Aires    | Rapport         |
| 1994 - 1982 | Ikke arrangeret                | Ikke arrangeret   | Ikke arrangeret | Ikke arrangeret |
| 1981        | Nelson Piquet                  | Brabham-Cosworth  | Buenos Aires    | Rapport         |
| 1980        | Alan Jones                     | Williams-Cosworth | Buenos Aires    | Rapport         |
| 1979        | Jacques Laffite                | Ligier-Cosworth   | Buenos Aires    | Rapport         |
| 1978        | Mario Andretti                 | Lotus-Cosworth    | Buenos Aires    | Rapport         |
| 1977        | Jody Scheckter                 | Wolf-Cosworth     | Buenos Aires    | Rapport         |
| 1976        | Ikke arrangeret                | Ikke arrangeret   | Ikke arrangeret | Ikke arrangeret |
| 1975        | Emerson Fittipaldi             | McLaren-Cosworth  | Buenos Aires    | Rapport         |
| 1974        | Denny Hulme                    | McLaren-Cosworth  | Buenos Aires    | Rapport         |
| 1973        | Emerson Fittipaldi             | Lotus-Cosworth    | Buenos Aires    | Rapport         |
| 1972        | Jackie Stewart                 | Tyrrell-Cosworth  | Buenos Aires    | Rapport         |
| 1971        | Chris Amon                     | Matra             | Buenos Aires    | Rapport         |
| 1970 - 1961 | Ikke arrangeret                | Ikke arrangeret   | Ikke arrangeret | Ikke arrangeret |
| 1960        | Bruce McLaren                  | Cooper-Climax     | Buenos Aires    | Rapport         |
| 1959        | Ikke arrangeret                | Ikke arrangeret   | Ikke arrangeret | Ikke arrangeret |
| 1958        | Stirling Moss                  | Cooper-Climax     | Buenos Aires    | Rapport         |
| 1957        | Juan Manuel Fangio             | Maserati          | Buenos Aires    | Rapport         |
| 1956        | Luigi Musso Juan Manuel Fangio | Ferrari           | Buenos Aires    | Rapport         |
| 1955        | Juan Manuel Fangio             | Mercedes-Benz     | Buenos Aires    | Rapport         |
| 1954        | Juan Manuel Fangio             | Maserati          | Buenos Aires    | Rapport         |
| 1953        | Alberto Ascari                 | Ferrari           | Buenos Aires    | Rapport         |

Løb markeret med rosa baggrund var ikke en del af Formel 1-verdensmesterskabet.